# Chains on You
Chansons représentant l'Arménie au Concours Eurovision de la chanson
Walking Out
(2019) SNAP
(2022)
Chains on You est une chanson de la chanteuse arménienne Athena Manoukian sortie le 14 février 2020 en téléchargement numérique. La chanson aurait dû représenter l'Arménie au Concours Eurovision de la chanson 2020, à Rotterdam, aux Pays-Bas.

## À l’Eurovision
Chains on You devait représenter l'Arménie au Concours Eurovision de la chanson 2020 après avoir remporté Depi Evratesil 2020, la sélection du pays, le 15 février 2020.
La chanson aurait dû être interprétée en quatorzième position de l'ordre de passage de la deuxième demi-finale, le 14 mai 2020. Cependant, le 18 mars 2020, l'annulation du Concours en raison de la pandémie de Covid-19 est annoncée.